# Carl August Fahlgren

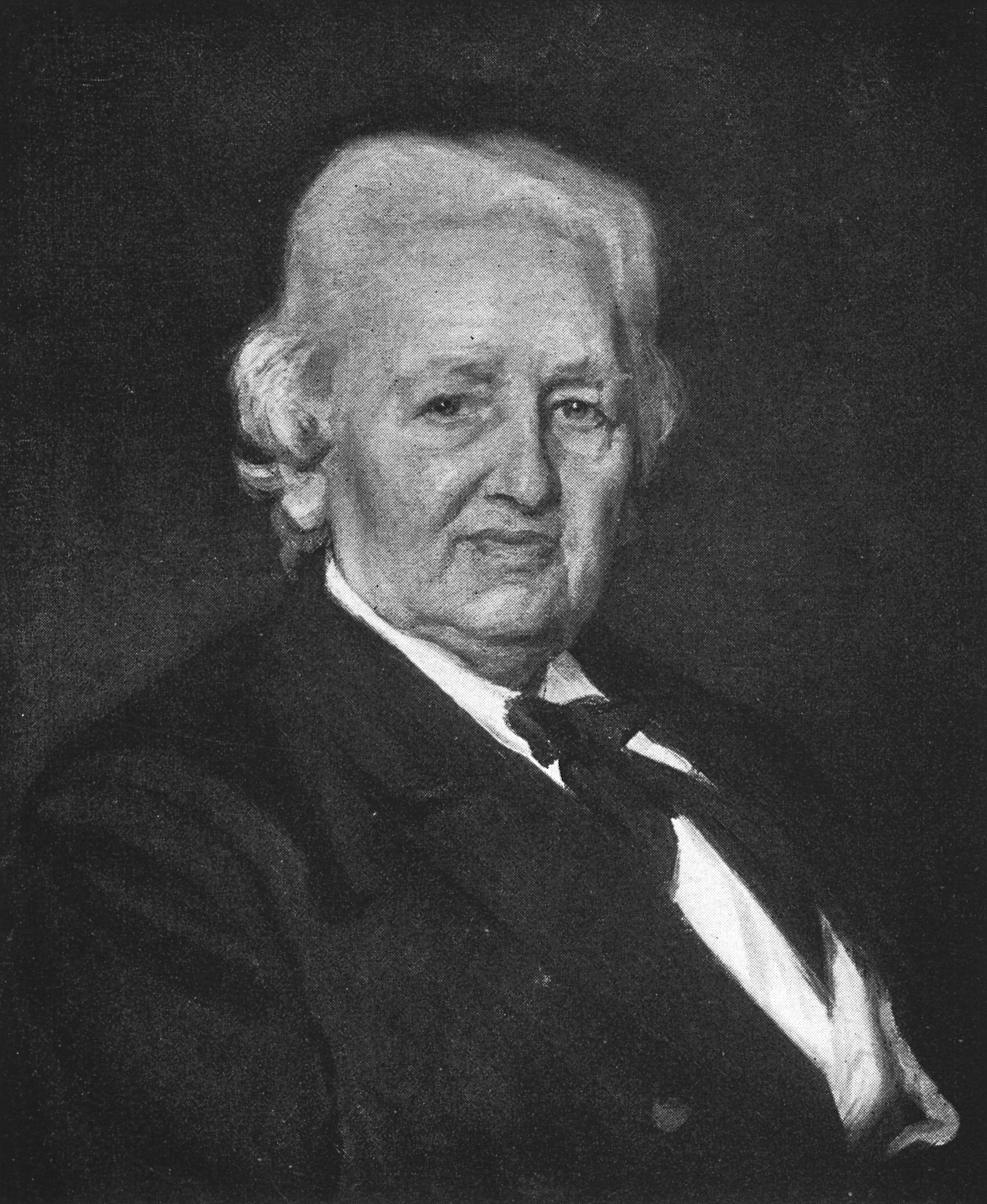
Carl August Fahlgren porträtterad av konstnärskollegan Richard Bergh 1895.

Oljemålning av konstnären Carl August Fahlgren (1891). Han målade Gamla Äppelviken i Bromma från Mälarens sjösida, här ses Gamla Äppelviken med hamn, gård, bränneri och färgeri.
Oljemålningen finns nu på Stockholms stadsmuseum.

Carl August Fahlgren, född den 8 mars 1819 i Norrtälje, död den 2 maj 1905 på Borgerskapets gubbhus i Stockholm, var en svensk specerihandlare och bildkonstnär. Han var landskapsmålare och målade oftast små romantiskt hållna motiv från Stockholmstrakten. Carl August Fahlgren var gift med Augusta Anton.

## Arbete och studier
Carl August Fahlgren var son till en bagare i Norrtälje och kom 1833 till Stockholm, där han fick anställning och arbetade som handelsbiträde 1833-1844. 1844 blev han "sin egen" och öppnade sin egen affär som han hade fram till början av 1870-talet. Sista åren var rörelsen belägen vid Nybrohamnen. Han var vid sidan av sitt arbete en hängiven konstdyrkare. Vid samma tid som han etablerade sin egen rörelse blev han elev till agréen vid Konstakademien Andreas Fornander (1820-1903) och arbetade om söndagarna hos honom till 1847, då han under en termin fick undervisning i Konstakademiens Antikskola, akademiens lägsta avdelning. Samtidigt kom han att ägna sig kopiering av landskap och hade nu funnit sitt verksamhetsfält inom konsten.

## Studieresor
Fahlgren gjorde studieresor inom och utom Sverige. År 1854 gjorde Fahlgren tillsammans med konstnären, grafikern och fotografen Gustaf Carleman (1821-1911) en studieresa till Danmark, Tyskland och Frankrike.

## Landskapsmotiv
Carl August Fahlgren målade främst landskapsmotiv från Stockholmsnaturen och från skärgårdsnaturen. Från 1857, då Konstföreningen inköpte hans första hembjudna tavla, har han utfört närmare 600 målningar, de flesta spridda inom landet.
En oljemålning, som föreställer Gamla Äppelviken i Bromma från Mälarens sjösida, och som visar Gamla Äppelviken med hamn, gård, bränneri och färgeri, målades av Carl August Fahlgren 1891, finns nu på Stockholms stadsmuseum.
Fahlgrens största betydelse var som mecenat åt litteratörer som han var personligen bekant med, bland andra August Blanche och Johan Gabriel Carlén samt konstnärer och sällskapsbröder i dessa kretsar.
Ett samtida omdöme om Fahlgrens konst har givits av August Strindberg i artikeln "Konsten, det konstiga och det naturliga" i Dagens Nyheter 7 juni 1876.
| ” | Förre kryddkramhandlaren Fahlgren exponerar som oftast små idylliska landskaper - trevliga sommarstugor med blommande syrenbuskar och potatistäppor med äppelträn, väl skötta hagar med omjölkade kor - vanligen belägna vid små lugna insjöar med retande vasskanter, just sådana, där man skulle vilja sitta under en äkta panamahatt, iförd hamptygsrock med ett metspö i handen, rökande Birds eye, tänkande på intet och lyssnande till sparvarnes tysta lek på den av stillsamma vindkårar väl krattade skrivsanden | „ |

.

## Ledamot
Fahlgren blev ledamot av Konstnärsklubben 1866  och ledamot av Svenska konstnärernas förening 1890.

## Representerad
- Nationalmuseum[5]
- Stockholms stadsmuseum